# Hamburg Masters 2007 - Qualificazioni singolare
Le qualificazioni del singolare  dell'Hamburg Masters 2007 sono state un torneo di tennis preliminare per accedere alla fase finale della manifestazione. I vincitori dell'ultimo turno sono entrati di diritto nel tabellone principale. In caso di ritiro di uno o più giocatori aventi diritto a questi sono subentrati i lucky loser, ossia i giocatori che hanno perso nell'ultimo turno ma che avevano una classifica più alta rispetto agli altri partecipanti che avevano comunque perso nel turno finale.
Le qualificazioni del torneo Hamburg Masters  2007 prevedevano 28 partecipanti di cui 7 sono entrati nel tabellone principale.

## Teste di serie
1. Paul-Henri Mathieu (Qualificato)
2. Juan Mónaco (Qualificato)
3. Maks Mirny (primo turno)
4. Sébastien Grosjean (ultimo turno)
5. Nicolás Massú (Qualificato)
6. Guillermo García López (Qualificato)
7. Kristof Vliegen (primo turno)

1. Nicolás Lapentti (primo turno)
2. Stefan Koubek (ultimo turno)
3. Michael Russell (ultimo turno)
4. Tejmuraz Gabašvili (ultimo turno)
5. Florent Serra (Qualificato)
6. Simone Bolelli (Qualificato)
7. Óscar Hernández (Qualificato)

## Qualificati
1. Paul-Henri Mathieu
2. Juan Mónaco
3. Florent Serra
4. Simone Bolelli

1. Nicolás Massú
2. Guillermo García López
3. Óscar Hernández

## Tabellone

### Legenda
| - Q = Qualificato - WC = Wild card - LL = Lucky loser | - ALT = Alternate - SE = Special Exempt - PR = Protected Ranking | - w/o = Walkover - r = Ritirato - d = Squalificato |

### Sezione 1
|  | Primo turno | Primo turno        | Primo turno      | Primo turno | Primo turno |  |  | Ultimo turno | Ultimo turno       | Ultimo turno       | Ultimo turno | Ultimo turno |  |
|  |             |                    |                  |             |             |  |  |              |                    |                    |              |              |  |
|  | 1           | Paul-Henri Mathieu | 6                | 4           | 6           |  |  |              |                    |                    |              |              |  |
|  |             | Julian Reister     | 3                | 6           | 4           |  |  | 1            | Paul-Henri Mathieu | Paul-Henri Mathieu | 6            | 6            |  |
|  |             | Jan Hernych        | Jan Hernych      | 6           | 6           |  |  |              | Jan Hernych        | Jan Hernych        | 4            | 2            |  |
|  | 8           | Nicolás Lapentti   | Nicolás Lapentti | 1           | 2           |  |  |              |                    |                    |              |              |  |

### Sezione 2
|  | Primo turno | Primo turno    | Primo turno    | Primo turno | Primo turno |  |  | Ultimo turno | Ultimo turno  | Ultimo turno  | Ultimo turno | Ultimo turno |  |
|  |             |                |                |             |             |  |  |              |               |               |              |              |  |
|  | 2           | Juan Mónaco    | Juan Mónaco    | 7           | 6           |  |  |              |               |               |              |              |  |
|  |             | Kristian Pless | Kristian Pless | 5           | 4           |  |  | 2            | Juan Mónaco   | Juan Mónaco   | 6            | 6            |  |
|  | 9           | Stefan Koubek  | 4              | 7           | 6           |  |  | 9            | Stefan Koubek | Stefan Koubek | 2            | 2            |  |
|  |             | Michael Berrer | 6              | 62          | 2           |  |  |              |               |               |              |              |  |

### Sezione 3
|  | Primo turno | Primo turno   | Primo turno | Primo turno | Primo turno |  |  | Ultimo turno | Ultimo turno  | Ultimo turno  | Ultimo turno | Ultimo turno |  |
|  |             |               |             |             |             |  |  |              |               |               |              |              |  |
|  |             | Luis Horna    | Luis Horna  | 6           | 6           |  |  |              |               |               |              |              |  |
|  | 3           | Maks Mirny    | Maks Mirny  | 4           | 0           |  |  |              | Luis Horna    | Luis Horna    | 3            | 3            |  |
|  | 12          | Florent Serra | 2           | 6           | 6           |  |  | 12           | Florent Serra | Florent Serra | 6            | 6            |  |
|  |             | Miša Zverev   | 6           | 2           | 0           |  |  |              |               |               |              |              |  |

### Sezione 4
|  | Primo turno | Primo turno        | Primo turno    | Primo turno | Primo turno |  |  | Ultimo turno | Ultimo turno       | Ultimo turno | Ultimo turno | Ultimo turno |  |
|  |             |                    |                |             |             |  |  |              |                    |              |              |              |  |
|  | 4           | Sébastien Grosjean | 2              | 7           | 6           |  |  |              |                    |              |              |              |  |
|  |             | Ernests Gulbis     | 6              | 5           | 2           |  |  | 4            | Sébastien Grosjean | 68           | 6            | 64           |  |
|  | 13          | Simone Bolelli     | Simone Bolelli | 6           | 7           |  |  | 13           | Simone Bolelli     | 7            | 2            | 7            |  |
|  |             | Tobias Kamke       | Tobias Kamke   | 3           | 5           |  |  |              |                    |              |              |              |  |

### Sezione 5
|  | Primo turno | Primo turno     | Primo turno   | Primo turno | Primo turno |  |  | Ultimo turno | Ultimo turno    | Ultimo turno    | Ultimo turno | Ultimo turno |  |
|  |             |                 |               |             |             |  |  |              |                 |                 |              |              |  |
|  | 5           | Nicolás Massú   | Nicolás Massú | 6           | 7           |  |  |              |                 |                 |              |              |  |
|  |             | Andrei Pavel    | Andrei Pavel  | 1           | 68          |  |  | 5            | Nicolás Massú   | Nicolás Massú   | 6            | 7            |  |
|  | 10          | Michael Russell | 6             | 3           | 6           |  |  | 10           | Michael Russell | Michael Russell | 4            | 5            |  |
|  |             | Alejandro Falla | 3             | 6           | 4           |  |  |              |                 |                 |              |              |  |

### Sezione 6
|  | Primo turno | Primo turno            | Primo turno            | Primo turno | Primo turno |  |  | Ultimo turno | Ultimo turno           | Ultimo turno           | Ultimo turno | Ultimo turno |  |
|  |             |                        |                        |             |             |  |  |              |                        |                        |              |              |  |
|  | 6           | Guillermo García López | Guillermo García López | 6           | 6           |  |  |              |                        |                        |              |              |  |
|  |             | Matthias Bachinger     | Matthias Bachinger     | 4           | 2           |  |  | 6            | Guillermo García López | Guillermo García López | 6            | 7            |  |
|  | 11          | Tejmuraz Gabašvili     | 2                      | 6           | 5           |  |  | 11           | Tejmuraz Gabašvili     | Tejmuraz Gabašvili     | 1            | 64           |  |
|  |             | Mariano Zabaleta       | 6                      | 2           | 1r          |  |  |              |                        |                        |              |              |  |

### Sezione 7
|  | Primo turno | Primo turno     | Primo turno | Primo turno | Primo turno |  |  | Ultimo turno | Ultimo turno    | Ultimo turno    | Ultimo turno | Ultimo turno |  |
|  |             |                 |             |             |             |  |  |              |                 |                 |              |              |  |
|  |             | Andreas Seppi   | 6           | 64          | 3           |  |  |              |                 |                 |              |              |  |
|  | 7           | Kristof Vliegen | 3           | 7           | 1r          |  |  |              | Andreas Seppi   | Andreas Seppi   | 2            | 4            |  |
|  | 14          | Óscar Hernández | 4           | 6           | 6           |  |  | 14           | Óscar Hernández | Óscar Hernández | 6            | 6            |  |
|  |             | Carlos Berlocq  | 6           | 2           | 4           |  |  |              |                 |                 |              |              |  |